# Talking Points Memo
Talking Points Memo (TPM) és un del principals portals digitals de notícies d'actualitat relacionades amb els Estats Units. La seva principal funció és informar i fer una anàlisi de les novetats en eleccions, polítiques socials i econòmiques que afecten al país. És una pàgina web independent a qualsevol força política i corporació que inverteixi en el desenvolupament de continguts del lloc web creat per Josh Marshall. La seva principal font de finançament són els subscriptors que tenen.

## Compte Premium
La pàgina web de Talking Points Memo ofereix als seus clients subscriure al compte premium per 50 dòlars a l'any amb les següents principals avantatges:
- Lectura en el smartphone sense publicitat.
- Disseny premium exclusiu per a clients, amb característiques útils com l'ús de marcadors.
- Possibilitat de preguntar en els chats setmanals a personatges de certa notorietat en el món de la política.
- Disponible RSS Feeds.

## Fundació
Talking Points Memo va néixer l'any 2000 i enguany compleix 14 anys sent una de les pàgines webs amb més credibilitat i més convincents en el periodisme polític als Estats Units.

## Premis
L'any 2007 Talking Points Memo va guanyar el prestigiós premi "George Polk" 
.